# Avon (Alabama)
Avon es un pueblo del Condado de Houston, Alabama, Estados Unidos. En el censo de 2000, su población era de 466. 

## Demografía
En el 2000 la renta per cápita promedia del hogar era de $37.679, y el ingreso promedio para una familia era de $42.273. El ingreso per cápita para la localidad era de $18.152. Los hombres tenían un ingreso per cápita de $28.438 frente a $18.068 para las mujeres.

## Geografía
Avon está situado en 31°11′22″N 85°16′45″O / 31.18944, -85.27917 (31.189409, -85.279156).
Según la Oficina del Censo de los EE. UU., la ciudad tiene un área total de 2,65 millas cuadradas (6,86 km²).